# جورج ريس (كرة سلة)
جورج ريس (بالإنجليزية: George Reese)‏ مواليد 8 مايو 1977 في كولومبوس، هو لاعب كرة سلة أمريكي معتزل. بدأ مسيرته الاحترافية في سنة 2000. حمل الرقم 9. يبلغ طوله 6 قدم 7 بوصة (2.0 م). لعب مع بارانجي جينبرا سان ميغيل في الرابطة الفلبينية لكرة السلة. اعتزل اللعب في 2012.

## روابط خارجية
- جورج ريس على موقع كرة السلة الأوروبية.كوم (الإنجليزية)
- جورج ريس على موقع كلية كرة السلة في سبورتس رفرنس.كوم (الإنجليزية)
- جورج ريس على موقع ريلجم (الإنجليزية)
- جورج ريس على موقع بروبوليرز (الإنجليزية)
- جورج ريس على موقع سبورتس رفرنس (الإنجليزية)
- جورج ريس على موقع سبورتس رفرنس (الإنجليزية)